# Новоберёзки
Новоберёзки — посёлок в Некрасовском районе Ярославской области России. Входит в состав Высоковского сельского округа сельского поселения Бурмакино.

## География
Посёлок находится на востоке центральной части области, в зоне хвойно-широколиственных лесов, на левом берегу реки Нерехты, к северу от автодороги 78К-0040, на расстоянии примерно 32 километров (по прямой) к юго-юго-востоку от посёлка городского типа Некрасовское, административного центра района. Абсолютная высота — 120 метров над уровнем моря.

### Климат
Климат характеризуется как умеренно континентальный, с умеренно холодной зимой и тёплым летом. Среднегодовая температура воздуха — 3,2 °C. Средняя температура воздуха самого холодного месяца (января) — −11,7 °C (абсолютный минимум — −50 °C); самого тёплого месяца (июля) — 17,6 °C (абсолютный максимум — 35 °C). Годовое количество атмосферных осадков составляет около 554 мм, из которых большая часть выпадает в тёплый период.

### Часовой пояс
Новоберёзки, как и вся Ярославская область, находится в часовой зоне МСК (московское время). Смещение применяемого времени относительно UTC составляет +3:00.

## Население
| 2007 | 2010 |
| ---- | ---- |
| 48   | ↘25  |

### Национальный состав
Согласно результатам переписи 2002 года, в национальной структуре населения русские составляли 98 % из 45 чел.